# 試金石 (オペラ)
「試金石」(イタリア語：La pietra del paragone)はジョアキーノ・ロッシーニが作曲した2幕から成るメロドラマ・ジョコーゾ（諧謔音楽劇、オペラ・ブッファ）である。台本はルイージ・ロマネッリ。1812年9月26日、ミラノ・スカラ座で初演された。

## 概要
「試金石」はロッシーニがミラノのスカラ座のために作曲した初めての作品である。初期の作品で歌っていたマリエッタ・マリコリーニとフィリッポ・ガッリの力添えで劇場との契約が実現し、かなりの額の報酬を受け取った上、兵役を免除された。1812年7月11日には数曲のナンバーを仕上げていたが、ルイージ・ロマネッリによる台本の最終的な完成は遅れ、8月21日までずれ込んだ。ロッシーニは健康上の問題を抱えながら、これ以前の作品、「デメトリオとポリビオ」、「ひどい誤解」のナンバーからの転用も交えながら総譜を納期までに完成させた。
9月26日の初演は大成功で、再演は53回を数えた。最終回には聴衆に応えて7つのナンバーがアンコールされた。名声はチマローザ、パイジエッロ、スポンティーニに並ぶものとされた。

## 配役
- クラリーチェ侯爵夫人（アルト）：教養豊かな未亡人で、アズドゥルーバレ伯爵に思いを寄せている。
- アズパージア男爵夫人（ソプラノ）：クラリーチェのライバル。ただし、財産目当て。
- ドンナ・フルヴィア（メゾソプラノ）：クラリーチェのライバル。ただし、財産目当て。
- アズドゥルーバレ伯爵（バス）：裕福な貴族。
- 騎士ジョコンド（テノール）：詩人。伯爵の友人。密かにクラリーチェに思いを寄せている。
- マクロ―ビオ（バス）：新聞記者
- パクーヴィオ（バス）：詩人
- ファブリツィオ（バス）：伯爵の執事
- 合唱：庭師、客、狩人、兵士

## 構成

### 楽器編成
次の楽器編成で演奏される。
- 木管楽器：フルート/ピッコロ2、オーボエ2、クラリネット2、ファゴット
- 金管楽器：ホルン2、トランペット2
- 打楽器：ティンパニ、大太鼓、シンバル
- 弦楽器
- 通奏低音

### 音楽ナンバー
序曲と19のナンバーで構成される。
- 序曲

第1幕
- No.1　導入曲："Non v'è del conte Asdrubale"（合唱、パクーヴィオ、アスパージア、フルヴィア、ファブリツィオ）
- No.2　二重唱："Mille vati al suolo io stendo"（マクロ―ビオ、ジョコンド）
- No.3　シェーナとカヴァティーナ："Quel dirmi, oh dio! - Eco pietosa"（クラリーチェ）
- No.4　カヴァティーナ："Se di certo non sapessi"（アズドゥルーバレ伯爵）
- No.5　二重唱："Conte mio, se l'eco avesse"（クラリーチェ、アズドゥルーバレ伯爵）
- No.6　アリア："Ombretta sdegnosa"（パクーヴィオ）
- No.7　四重唱："Voi volete e non volete"（クラリーチェ、アズドゥルーバレ伯爵、ジョコンド、マクロ―ビオ）
- No.8　アリア："Chi è colei che s'avvicina?"（マクロ―ビオ）
- No.9　合唱曲："Il conte Asdrubale"
- No.10　フィナーレ："Su queste piante incisi"（全員、合唱）

第2幕
- No.11　導入曲："Lo stranier con le pive nel sacco"（合唱、アスパージア、フルヴィア、マクロ―ビオ、アズドゥルーバレ伯爵、パクーヴィオ、ジョコンド）
- No.12　合唱曲と嵐の音楽："A caccia, mio signore!"（合唱、パクーヴィオ）
- No.13　シェーナとアリア："Oh come il fosco - Quell'alme pupille"（ジョコンド）
- No.14　五重唱："Spera se vuoi, ma taci" (クラリーチェ、ジョコンド、アスパージア、マクロ―ビオ、アズドゥルーバレ伯爵）
- No.15　アリア："Pubblico fu l'oltraggio"（フルヴィア）
- No.16　三重唱："Prima fra voi coll'armi"（マクロ―ビオ、アズドゥルーバレ伯爵、ジョコンド）
- No.17　行進曲、シェーナとアリア："Se l'Itale contrade"（クラリーチェ、合唱）
- No.18　アリア："Ah, se destarti in seno"（アズドゥルーバレ伯爵）
- No.19　フィナーレ： "Voi Clarice?"（全員、合唱）

## あらすじ
3人の女性から言い寄られているアズドゥルーバレ伯爵。3人が真剣かどうかを試すため、トルコの商人に扮装し、自身の破産を宣告する芝居を打つが、同情したのはクラリーチェだけ。逆に、第2幕では、伯爵がクラリーチェに真剣度を試される。双子の兄（架空）に扮装したクラリーチェに、「妹と遠くの国で暮らすことになった」と告げられると、伯爵は彼女を手放したくないと気づく。本意を告げたところでクラリーチェが正体を明かし、二人は結ばれる。